# Antônio Tabosa Braga
Mons. Antônio Tabosa Braga (Itapipoca, 19 de dezembro de 1874 — Fortaleza, 12 de abril de 1935) foi sacerdote católico e jornalista brasileiro. Foi vigário-geral da arquidiocese de Fortaleza, sendo o segundo de D. Manuel da Silva Gomes. Foi um dos fundadores do leprosário de Canafístula (atual Centro de Convivência Antônio Diogo) e da União dos Moços Católicos de Fortaleza.

## Biografia
Nasceu em Itapipoca, filho do capitão Domingos Francisco Braga e de Ana Luísa Tabosa Braga. Seu pai viria a ser intendente municipal (isto é, prefeito) entre 1877 e 1880. Ana Luísa, curiosamente, veio a sobreviver ao próprio filho, vindo a falecer com mais de cem anos de idade.
Aos treze anos, passou a frequentar o Seminário de Fortaleza, mas foi no Seminário da Paraíba que fez seu curso de Teologia, recebendo a ordenação sacerdotal do bispo D. Adauto Aurélio de Miranda Henriques, em 6 de novembro de 1898.
De volta ao Ceará, logo foi nomeado pároco de Santa Quitéria, onde fundou uma escola de instrução primária e secundária. Em 1906, foi transferido para Pacoti. Em 1921, assumiu a paróquia de Nossa Senhora do Carmo, em Fortaleza, com a renúncia do padre Plácido Alves de Oliveira. Nomeado vigário-geral pelo arcebispo D. Manuel, recebeu, em 25 de dezembro de 1924, o título de protonotário apostólico.
Em 9 de agosto de 1928, fundou-se o leprosário da Canafístula, em Redenção, com verba doada pelo industrial Antônio Diogo de Siqueira (a quem posteriormente a colônia viria tomar o nome), e o Monsenhor Tabosa Braga foi seu primeiro pároco, além de benfeitor.
Também ampliou a Igreja Matriz da cidade de Palmácia, localizada no Maciço de Baturité. Faleceu em Fortaleza aos 60 anos de idade.
É o autor de "Questões Sociais e Apologética".